# Жестокое лицо Нью-Йорка
«Жестокое лицо Нью-Йорка» (итал. La faccia violenta di New York, английское название англ. One Way) — итало-мексиканский фильм 1973 года в жанре социальной драмы. Рассказывает о трагической судьбе мексиканского иммигранта в США. Затрагивает острые проблемы латиноамериканского населения США, эксплуатации иностранных рабочих, коррупции, беспредела миграционной мафии. Включает элементы триллера и любовно-психологической драмы. Режиссёр — Хорхе Эдуардо Маусери (Джордж Дарнелл). В конце 1970-х демонстрировался в СССР.

## Сюжет

### Завязка
Мексиканский рыбак Серджио Фуэнтес живёт в беспросветной бедности. Его знакомый Чево — как выясняется, вербовщик нелегальных иммигрантов — предлагает Серджио перебраться в США. Серджио соглашается, поскольку в Нью-Йорке живёт его друг Хавьер. Он берёт с собой груз контрабанды (условие Чево) и в составе группы завербованных в условленном месте переплывает Рио-Гранде. Группа попадает под обстрел пограничников, три человека погибают.
Серджио добирается до Нью-Йорка и приходит в штаб-квартиру «Латиноамериканского братства» — организации латиноамериканских иммигрантов, в основном мексиканцев и пуэрториканцев. Знакомится с пуэрториканкой Ритой, гражданской женой Хавьера. Рита — девушка жёсткая и циничная («плевать мне, как тебя зовут»), но она сообщает Хавьеру о приезде друга-земляка.
Хавьер работает ресторанным шеф-поваром и при этом является криминальным авторитетом мексиканской диаспоры. Радостно встретив Серджио, он ведёт его к влиятельному мистеру Дэвиду, который может посодействовать в трудоустройстве и приобретении документов, необходимых для натурализации в Америке.
Мистер Дэвид — художник-модельер, владелец мастерской, но прежде всего — главарь миграционной мафии. Его главный бизнес — нелегальное трудоустройство латиноамериканцев за «откаты» работодателей. Иммигрантов подвергают жесточайшей эксплуатации. При этом они попадают в полную зависимость от Дэвида, имеющего коррупционные связи в Иммиграционном бюро. С недовольными расправляются головорезы-надсмотрщики (также латиноамериканцы), которыми командует начальник охраны и безопасности Дэвида и «Братства» Нико. Функции шпиона-соглядатая выполняет доверенный портной Прайс.

### Развитие
Дэвид откровенно демонстрирует пренебрежение к Серджио: «Будет собирать рыбные объедки… Пусть понагибается за кеглями…» Но Серджио обращает внимание на манекенщицу и наложницу Дэвида — мексиканку Милену. С первой встречи между Серджио и Миленой возникает взаимное чувство.
Серджио останавливается жить у Хавьера, в «мультикультуральном» квартале трущоб. Из постельного разговора Хавьера с Ритой становится ясно: Хавьер тоже работает вербовщиком у Дэвида и получает вознаграждение за каждого иммигранта.
Дэвид замечает в Серджио гордость и независимость. Он решает «обломать» строптивого мексиканца. Хавьер сожалеет об этом, ощущает некоторую неловкость перед другом, но не решается противоречить Дэвиду. В первый же рабочий день Серджио избивают подосланные Дэвидом посетители кегельбана. Завязывается массовая драка, прибывает полиция. Серджио грозит арест за нелегальное пребывание в США. Но Милена помогает ему уйти незамеченным.
Между Серджио и Миленой устанавливается связь. Встречаются они на верхнем этаже мастерской Дэвида. Хозяин быстро начинает подозревать неладное.
Серджио устраивается разнорабочим на кофейный склад. Там он становится свидетелем кровавой расправы. Из подённого заработка за тяжёлый труд рабочих делается вычет — «взнос в пользу Латиноамериканского братства». Один из рабочих протестует. Его тут же забивает насмерть надсмотрщик под контролем Нико. Серджио пытается вмешаться, но его останавливают: «Он и так не существует. У тебя есть документы? Значит, ты тоже не существуешь».

### Кульминация
На одном из свиданий с Миленой Серджио узнаёт — «Латиноамериканское братство» является мафиозной структурой Дэвида, инструментом контроля над бесправными «гастарбайтерами». Он обличает Милену: «Проститутка! Всё знаешь и живёшь среди этой мерзости!» Милена рассказывает ему свою историю — добравшись до Нью-Йорка, она умирала от голода и была подобрана Дэвидом.
Серджио и Милена решают немедленно что-то предпринять. Они проникают в штаб «Братства», похищают списки вербовщиков и завербованных, после чего поджигают помещение. Серджио намеревается передать списки мексиканской полиции. Милена решает бежать в Мексику вместе с Серджио.
Дэвид поручает Нико расследовать поджог и похищение документов. Агенты Нико выясняют, что поджигателей было двое — мужчина и женщина. Дэвид догадывается, но ещё не вполне уверен. Тем временем Хавьер узнаёт всё от Серджио.
На многолюдной латиноамериканской свадьбе гость-пуэрториканец пытается познакомиться с Ритой. Это замечает Хавьер. В завязавшейся драке он ранит пуэрториканца ножом. Возникает межэтнический конфликт, Хавьеру грозит жестокая месть, он вынужден скрываться.
Хавьер приходит к Дэвиду и просит урегулировать ситуацию. Дэвид отказывается: «Мне надоело возиться с идиотами». В это время приходит Нико с отчётом о ходе расследования. По реакции Хавьера Дэвид понимает, что тому многое известно, и требует объяснений. Хавьер признаётся, что поджог совершил Серджио Фуэнтес. Дэвид обещает решить его проблему с пуэрториканцами, но ставит условие: Хавьер должен убить Серджио.

### Финал
Милена приходит к Хавьеру, даёт ему крупную (по тем временам для этой среды) сумму денег и требует признаться, на каких условиях Дэвид согласился ему помочь. Хавьер рассказывает и требует от Милены оставить Серджио — иначе Дэвид непременно убьёт его, хотя бы из ревности. Тут же обнаруживается, что за Миленой следит Прайс.
Милена боится за Серджио. Она выполняет требование Хавьера — звонит Серджио, просит уходить в Мексику одному и передаёт просьбу Хавьера о встрече. Место Хавьер назначает безлюдное — рано утром в старом порту. Ничего не подозревающий Серджио приходит к Хавьеру. Тот, однако, не убивает его: «Убирайся!» Ничего не понимая, Серджио бежит.
Серджио пытается в одиночку пересечь американо-мексиканскую границу. При попытке перебраться через Рио-Гранде раздаются выстрелы. Серджио убит.
Мастерская Дэвида. Милена раздевается, Дэвид ждёт рядом в кресле. Звонит телефон — на другом конце провода Чево. Дэвид не снимает трубку, пристально глядя на Милену. Оба понимают, что это за звонок. Камера переходит с плачущего лица Милены на жестокое лицо Дэвида.

## В ролях
- Серхио Хименес — Серджио Фуэнтес, нелегальный иммигрант.
- Мимзи Фармер — Милена, возлюбленная Серджио, иммигрантка, манекенщица (озвучивание на русском — Роза Макагонова).
- Фернандо Рей — мистер Дэвид, художник-модельер, влиятельный делец, главарь миграционной мафии.
- Луиджи Пистилли — Хавьер, друг Серджио, иммигрант, шеф-повар и криминальный авторитет.
- Тереса Веласкес — Рита, гражданская жена Хавьера.
- Адольфо Ластретти — Нико, начальник службы безопасности Дэвида.
- Джузеппе д’Аванцо — Прайс, портной и соглядатай Дэвида.
- Леон Сингер — Чево, вербовщик Дэвида.

## Показ в СССР
В 1978—1979 фильм демонстрировался в СССР и пользовался определённым успехом.

6 марта 1975 года фильм благополучно достиг апеннинских кинотеатров, где его социально-критическое звучание не прошло незамеченным для закупщиков «Совэкспортфильма». Чтобы избавить ленту от зазывного колорита — а заодно не усугублять возникшую у нас во второй половине 70-х проблему дефицита цветной плёнки, — картину напечатали в черно-белом варианте, и уже такой её увидел СССР в 1978 году. И здесь фильм, посвящённый вроде бы бесконечно далекой от тогдашних советских реалий проблеме, пал на благодатную почву…

«Жестокое лицо Нью-Йорка» не стало объектом культа в той степени, в какой им являлись «Генералы песчаных карьеров» или позже «Трюкач», но разделила почётное место где-то между американскими «Каскадёрами» и «Лихорадкой на белой полосе», западногерманскими «И дождь смывает все следы» и «Тайной мотеля «Медовый месяц» и итальянскими «Последним выстрелом» и «Площадью Сан-Бабила, 20 часов». Осенью 1978 года о вечно порванную обивку кресел советских кинотеатров на просмотрах этого фильма была стерта не одна тысяча пар обтягивающих джинсов. И сегодня воспоминания о нём нет-нет, да и найдут странную лазейку, чтобы обнаружить себя. Так, в недавнем чате о новой российской ленте «Нулевой километр» один пользователь заметил, что её идея навеяна "давним американским фильмом «Жестокое лицо Нью-Йорка», что вполне может оказаться правдой, учитывая, что автор «Километра» Павел Санаев — человек с развитым эстетическим восприятием, и школьником наверняка был немало впечатлен импортной картиной, дополнительное запретное обаяние которой придавал гриф «Дети до 16 лет не допускаются».